# Pénétrante de Tenés
La pénétrante de Ténès est une autoroute de 54 km, en construction en Algérie.

## Projet
La pénétrante de Tènés fait partie des projets de pénétrantes autoroutières devant relier l'Autoroute Est-Ouest à plusieurs villes portuaires. Celle de Tènés qui a été annoncée en 2006 doit relier l'Autoroute Est-Ouest depuis la sortie no 53 à Chlef au port de Ténès à travers la plaine du Chélif et le massif de la Dahra.
Cette autoroute longue de 58 km traverse le nord de la wilaya de Chlef. Un profil en 2x3 voies
Le lot 1 de 22 km compte 8 viaducs.
Le projet fait partie d'un global de 220 km entre Ténès et Tissemsilt.

## Travaux
Les études ont été réalisées par le bureau d'étude coréen entre 2010 et 2013.
Le premier lot de 22 km a été attribué en gré à gré au groupement algéro-portugais composé de Teixeira Duarte, l'ETRHB Haddad et GTPH Boufradji en août 2014 pour un montant 20 milliards de DZD (soit de 204 millions d'€) et un délai de 24 mois,.
Les travaux de terrassement ont été lancés en décembre 2014.